# フランシスコ・アルシア
- フランシスコ・アーシア

フランシスコ・アントニオ・アルシア（Francisco Antonio Arcia, 1989年9月14日 - ）は、ベネズエラ・ラ・グアイラ州マイケティア出身のプロ野球選手（捕手）。右投左打。現在は、フリーエージェント（FA）。
愛称はフランキー（Frankie）。

## 経歴

### プロ入りとヤンキース傘下時代
2007年5月8日にニューヨーク・ヤンキースとマイナー契約を結んでプロ入り。同年に傘下のルーキー級ドミニカン・サマーリーグ・ヤンキース2でプロデビュー。47試合に出場して打率.269、3本塁打、21打点、5盗塁を記録した。
2008年はルーキー級ガルフ・コーストリーグ・ヤンキースでプレーし、22試合に出場して打率.128、1本塁打、1打点を記録した。
2009年もルーキー級ガルフ・コーストリーグ・ヤンキースでプレーし、31試合に出場して打率.247、2本塁打、13打点を記録した。
2010年はA級チャールストン・リバードッグスとA-級スタテンアイランド・ヤンキースでプレー。A級チャールストンでは17試合に出場して打率.314、3打点、1盗塁を記録した。
2011年はA級チャールストンで3試合の出場にとどまった。
2012年はA級チャールストンでプレーし、68試合に出場して打率.246、5本塁打、46打点、2盗塁を記録した。
2013年はA+級タンパ・ヤンキースとAA級トレントン・サンダーでプレー。A+級タンパでは36試合に出場して打率.233、2本塁打、12打点、1盗塁を記録した。
2014年はAA級トレントンとAAA級スクラントン・ウィルクスバリ・レイルライダースでプレー。AAA級スクラントン・ウィルクスバリでは38試合に出場して打率.242、9打点を記録した。
2015年はAA級トレントンでプレーし、70試合に出場して打率.248、3本塁打、23打点、3盗塁を記録した。オフの11月6日にFAとなった。

### マーリンズ傘下時代
2015年11月18日にマイアミ・マーリンズとマイナー契約を結んだ。
2016年は傘下のAA級ジャクソンビル・サンズとAAA級ニューオーリンズ・ゼファーズでプレー。AA級ジャクソンビルでは75試合に出場し、打率.232、1本塁打、18打点を記録した。オフの11月7日にFAとなった。

### エンゼルス時代
2016年11月17日にロサンゼルス・エンゼルスとマイナー契約を結んだ。
2017年はAA級モービル・ベイベアーズとAAA級ソルトレイク・ビーズでプレー。AAA級ソルトレイクでは15試合に出場し、打率.192、1打点、1盗塁を記録した。オフの11月6日にFAとなった。
2018年1月17日にエンゼルスと再びマイナー契約を結んだ。開幕後はAA級モービルとAAA級ソルトレイクでプレー。AAA級ソルトレイクでは42試合に出場し、打率.283、3本塁打、26打点、2盗塁を記録した。7月26日にエンゼルスとメジャー契約を結んでアクティブ・ロースター入りすると、同日のシカゴ・ホワイトソックス戦でメジャーデビュー。7回表にフアン・ミナヤからメジャー初安打となる3点本塁打を放った。この年メジャーでは40試合に出場して打率.204、6本塁打、23打点、1盗塁を記録した。シーズン終了後にFAとなった。

### エンゼルス退団後
2019年1月13日にシカゴ・カブスとマイナー契約を結び、スプリングトレーニングに招待選手として参加することになった。開幕後はAAA級アイオワ・カブスに配属されたが、51試合に出場し打率.181、0本塁打、14打点に終わり、7月18日に自由契約となった。7月23日にニューヨーク・ヤンキースとマイナー契約を結んだ。オフの11月4日にFAとなった。
2020年2月6日にロサンゼルス・エンゼルスと再びマイナー契約を結んだ。新型コロナウイルスの感染拡大によりマイナーリーグが開催されなかったため、公式戦に出場することなく、オフの11月2日にFAとなった。
2021年3月2日、独立リーグ・アトランティックリーグのウェストバージニア・パワーと契約した。5月5日にロサンゼルス・エンゼルスと三たびマイナー契約を結んだ。AAA級ソルトレイク・ビーズで10試合に出場し、打率.357、0本塁打、2打点の成績を残していたが、7月10日に自由契約となった。7月14日にメキシカンリーグのモンテレイ・サルタンズと契約した。16試合に出場したが打率.235、0本塁打、6打点に終わり、8月21日に自由契約となった。8月22日にウェストバージニア・パワーに復帰した。
2022年4月8日にメキシカンリーグのドスラレドス・オウルズと契約した。8月26日にアトランティックリーグのケンタッキー・ワイルドヘルス・ゲノムスと契約したが、9月8日に自由契約となった。

## 詳細情報

### 年度別打撃成績
| 年 度    | 球 団    | 試 合 | 打 席 | 打 数 | 得 点 | 安 打 | 二 塁 打 | 三 塁 打 | 本 塁 打 | 塁 打 | 打 点 | 盗 塁 | 盗 塁 死 | 犠 打 | 犠 飛 | 四 球 | 敬 遠 | 死 球 | 三 振 | 併 殺 打 | 打 率 | 出 塁 率 | 長 打 率 | O P S |
| -------- | -------- | ----- | ----- | ----- | ----- | ----- | -------- | -------- | -------- | ----- | ----- | ----- | -------- | ----- | ----- | ----- | ----- | ----- | ----- | -------- | ----- | -------- | -------- | ----- |
| 2018     | LAA      | 40    | 106   | 103   | 10    | 21    | 5        | 0        | 6        | 44    | 23    | 1     | 0        | 0     | 0     | 1     | 0     | 2     | 27    | 4        | .204  | .226     | .427     | .654  |
| MLB：1年 | MLB：1年 | 40    | 106   | 103   | 10    | 21    | 5        | 0        | 6        | 44    | 23    | 1     | 0        | 0     | 0     | 1     | 0     | 2     | 27    | 4        | .204  | .226     | .427     | .654  |

- 2018年度シーズン終了時

### 年度別投手成績
| 年 度    | 球 団    | 登 板 | 先 発 | 完 投 | 完 封 | 無 四 球 | 勝 利 | 敗 戦 | セ 丨 ブ | ホ 丨 ル ド | 勝 率 | 打 者 | 投 球 回 | 被 安 打 | 被 本 塁 打 | 与 四 球 | 敬 遠 | 与 死 球 | 奪 三 振 | 暴 投 | ボ 丨 ク | 失 点 | 自 責 点 | 防 御 率 | W H I P |
| -------- | -------- | ----- | ----- | ----- | ----- | -------- | ----- | ----- | -------- | ----------- | ----- | ----- | -------- | -------- | ----------- | -------- | ----- | -------- | -------- | ----- | -------- | ----- | -------- | -------- | ------- |
| 2018     | LAA      | 2     | 0     | 0     | 0     | 0        | 0     | 0     | 0        | 0           | .---  | 13    | 3.0      | 5        | 2           | 0        | 0     | 0        | 0        | 0     | 0        | 3     | 3        | 9.00     | 1.67    |
| MLB：1年 | MLB：1年 | 2     | 0     | 0     | 0     | 0        | 0     | 0     | 0        | 0           | .---  | 13    | 3.0      | 5        | 2           | 0        | 0     | 0        | 0        | 0     | 0        | 3     | 3        | 9.00     | 1.67    |

- 2018年度シーズン終了時

### 年度別守備成績
| 年 度 | 球 団 | 捕手（C） | 捕手（C） | 捕手（C） | 捕手（C） | 捕手（C） | 捕手（C） | 捕手（C） | 捕手（C） | 捕手（C） | 捕手（C） | 一塁（1B） | 一塁（1B） | 一塁（1B） | 一塁（1B） | 一塁（1B） | 一塁（1B） | 投手（P） | 投手（P） | 投手（P） | 投手（P） | 投手（P） | 投手（P） |
| 年 度 | 球 団 | 試 合     | 刺 殺     | 補 殺     | 失 策     | 併 殺     | 守 備 率  | 捕 逸     | 許 盗 塁  | 盗 塁 刺  | 阻 止 率  | 試 合      | 刺 殺      | 補 殺      | 失 策      | 併 殺      | 守 備 率   | 試 合     | 刺 殺     | 補 殺     | 失 策     | 併 殺     | 守 備 率  |
| ----- | ----- | --------- | --------- | --------- | --------- | --------- | --------- | --------- | --------- | --------- | --------- | ---------- | ---------- | ---------- | ---------- | ---------- | ---------- | --------- | --------- | --------- | --------- | --------- | --------- |
| 2018  | LAA   | 34        | 190       | 15        | 2         | 1         | .990      | 1         | 9         | 5         | .357      | 1          | 6          | 1          | 0          | 3          | 1.000      | 2         | 0         | 0         | 0         | 0         | .---      |
| MLB   | MLB   | 34        | 190       | 15        | 2         | 1         | .990      | 1         | 9         | 5         | .357      | 1          | 6          | 1          | 0          | 3          | 1.000      | 2         | 0         | 0         | 0         | 0         | .---      |

- 2018年度シーズン終了時

### 背番号
- 37（2018年）